# Elebits
Elebits é um Video-game desenvolvido pela Konami exclusivamente para o console Nintendo Wii.Foi lançado em 2 de Dezembro de 2006 no Japão.Em 12 de Dezembro na América do Norte,e em março de 2007 na Europa.

## O Jogo
Elebits são criaturas que servem como fonte de energia para o mundo.O nome Elebits vem da origem "Ele" de eletricidade e "bit" pelo seu tamanho.No jogo,a cada vez que o jogador fere seu Elebits o mundo fica mais fraco,e o jogo mais devagar.O jogador utiliza objetos do mundo para ajudar os Elebits,usando o controle do Wii como um tipo de "arma psiquica" similiar a arma gravitacional de Half-Life 2.Quanto mais Elebits são coletados,mais a energia do mundo é recuperada,e assim os jogadores podem usar mais diversos tipos de energias.O jogo saiu com um visual e personagens semelhantes ao de jogos como Pikmin e Katamari Damacy.

## Os Elebits
- Elebit Azul: Um Elebit com poder de velocidade rápida,pode criar uma tela de fumaça para escapar de inimigos,O Elebit Azul gosta quando os humanos tentam pega-lo.
- Elebit Amarelo Grande: Os Elebits grandes amarelos atraem os Elebits Amarelos pequenos para que eles se tornem maiores.
- Elebit Amarelo Pequeno: Geralmente quieto e inocente,Eles costuman ser fracos sozinhos,mais combinado com um Elebit maior se torna mais forte.
- Elebit Cinza: O mais forte dos Elebits,surgiou para ser o diferencial dos outros Elebits.
- Elebit Preto: São doceis e gostam de brincar com os humanos,mais o seu visual diferente fazem com que humanos e Elebits afstem-se deles.
- Elebit Rosa: São um tipo de Elebit muito raro,quando achado significa muita sorte ao jogador,eles sempre andam em grupos de três e são muito dificeis de serem capturados.

## Conectividade Online
O jogo Elebits utiliza o serviço Online do Wii,WiiConnect24.No modo de um jogador e no modo Editor,os jogadores poderão tirar fotos de seus Elebits e enviarem a outros jogadores.